# Alfa Romeo Giulia GTC
L'Alfa Romeo Giulia GTC è un'autovettura prodotta dall'Alfa Romeo in piccola serie, tra il 1965 ed il 1966.

## Il contesto
Nelle intenzioni della dirigenza Alfa Romeo, la Giulia GTC avrebbe dovuto rappresentare la versione spider della nuova gamma Giulia, completando il rinnovamento delle vetture appartenenti alla vecchia gamma Giulietta. La maquette della vettura venne approntata dalla Bertone semplicemente eliminando il tetto dalla coupé Giulia GT disegnata da Giorgetto Giugiaro.

## La vettura

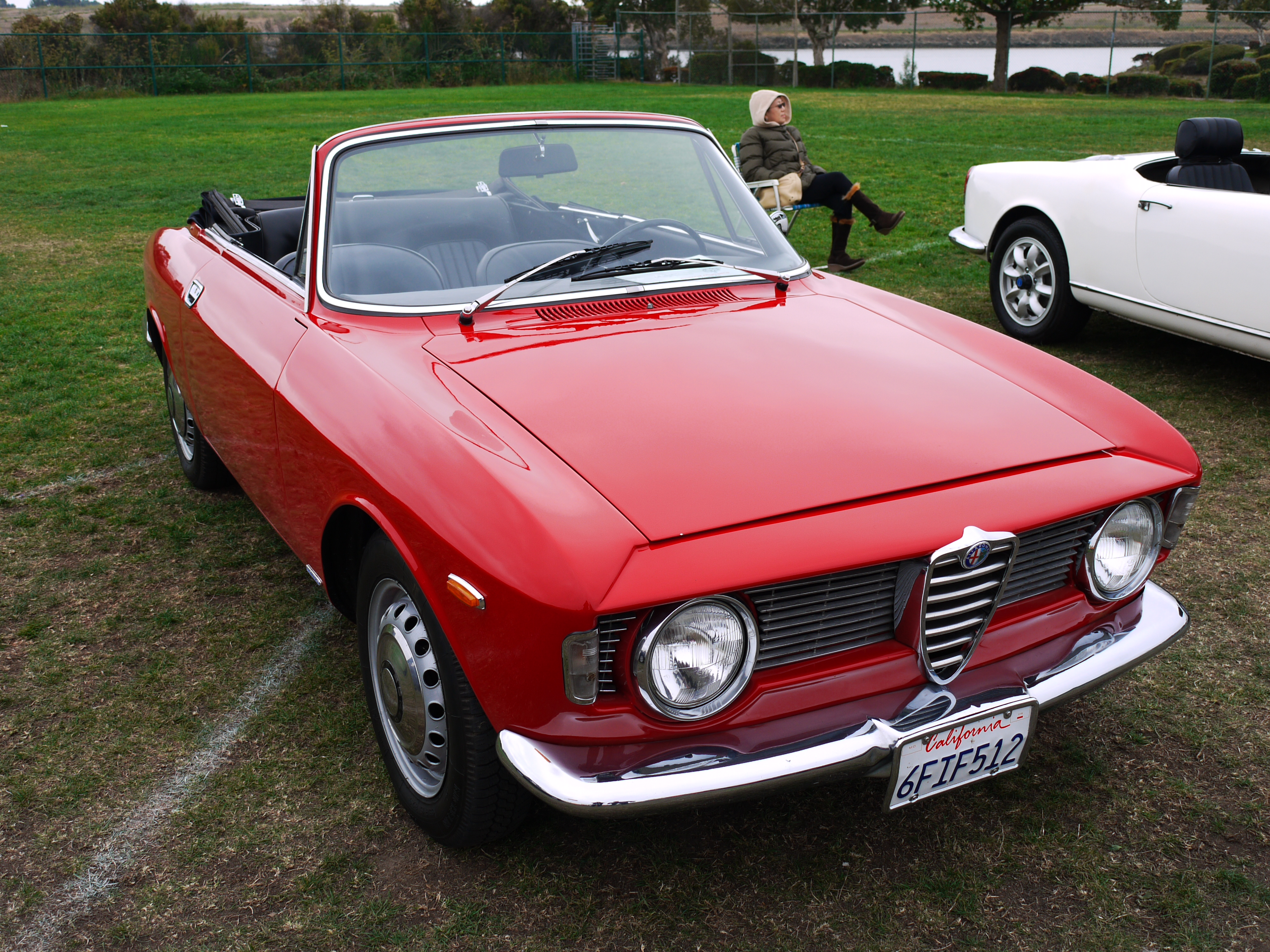
Una Giulia GTC

La nuova vettura fu presentata ufficialmente al Salone dell'automobile di Ginevra 1965.
L'opera di affinamento e di assemblaggio delle vetture fu affidata alla carrozzeria Touring che operò alcune lievi modifiche estetiche e più corposi miglioramenti alla parte telaistica, tesi a rinforzarlo e, contemporaneamente, limitarne il peso. Infatti la GTC ha lo stesso peso della GT da cui deriva.
La decisione di affidare la costruzione della GTC alla Touring fu probabilmente presa per proseguire la fruttuosa collaborazione con la prestigiosa carrozzeria milanese che aveva già creato le Spider 2000 e 2600 e che aveva affrontato ingenti investimenti per creare un nuovo stabilimento a Nova Milanese per onorare il contratto in essere con il Gruppo Rootes. Al contempo la Pininfarina e la Bertone erano fortemente impegnate nella produzione della nuova Spider nell'avviare quella della Fiat 850 Spider. 
Messa in vendita ad aprile 1965 al considerevole prezzo di 2.395.000 Lire, la GTC non incontrò il favore del pubblico, che continuò a preferirle l'ormai vetusta Giulia Spider 1600, all'epoca venduta a 1.810.000 Lire. Inoltre, l'immediato ed univoco gradimento mostrato dalla clientela verso la nuova spider Duetto di Pininfarina segnò la fine della GTC.
Fonti autorevoli indicano una produzione di 1000 esemplari. Secondo Giovanni Bianchi Anderloni, conservatore del Registro Internazionale Touring Superleggera e nipote del fondatore, esso è in realtà il lotto inizialmente commissionato dall'Alfa Romeo alla Carrozzeria Touring, ma le difficoltà di varia natura portarono ad un effettivo quantitativo di GTC allestite dalla Touring di appena 610 unità; dopodiché pare che furono approntate altre decine di vetture direttamente dall'Alfa Romeo prima di interrompere la produzione alla fine del 1966.